# سلطان بن أحمد بن راشد المرزوقي
 الشيخ سلطان بن احمد بن راشد المرزوقي، هو من أبرز الحكام المرازيق الذين حكموا بر فارس ومنطقة شيبكوه. حكم ما بين عام (1348 _ 1370) للهجرة. وكان مقر حكمه بلدة مغوه قريبة من مدينة لنجة على ساحل الخليج العربي.
استلم حكم المنطقة بعد وفاة أبيه، وكان الشيخ سلطان بن احمد مشهوراً بالحلم والكرم والسياسة الحكيمة والأخلاق الحسنة. فأحبه جميع أفراد القبيلة. وكان لايفرق بين القوي والضعيف، ولا البعيد والقريب، والجميع عنده سواسية كأسنان المشط.
فأزدهرت البلاد أيام حكمه ونمت التجارة وكثرت الخيرات وأستتب الأمن.
وكان يساعده في حكم المنطقة أخوه الشيخ عبد الرحيم. ولم تحدث أية حوادث تذكر أيام حكمه.
أستمر حاكماً لمنطقة المرازيق إلى عام 1370 للهجرة، وفيها تُوفي ، ودفن في بلدة مغوه. ولم يكن له أولاد ذكور. لذلك استلم حكم منطقة المرازيق (بر فارس) من بعده ابن أخيه الشيخ احمد بن على المرزوقي.

## حكام المرازيق الذين حكموا برفارس
لقد حكموا المرازيق مناطق شاسعة من « بر فارس » وشيبكوه ما يقارب 216 عاماً بدءاً من عام 1169 إلى عام 1385 للهجرة، على نحو التالي: 
- راشد بن مطر المرزوقی (1169 _ 1192) للهجرة.
- سلیمان بن راشد بن مطر المرزوقی (1192_ 1213) للهجرة.
- محمد بن سلیمان بن راشد بن مطر المرزوقی (1213_ 1240) للهجرة.
- حسین بن محمد بن سلیمان بن محمد المرزوقی (1240 _ 1245) للهجرة.
- سلیمان بن محمد بن سلیمان بن محمد المرزوقی (1245 _ 1280) للهجرة..
- راشد بن حسین بن محمد بن سلمان المرزوقی (1280 _ 1303) للهجرة..
- احمد بن راشد بن حسین المرزوقی (1303 _ 1348) للهجرة..
- سلطان بن أحمد بن راشد المرزوقي (1348 _ 1370) للهجرة.
- احمد بن علي بن احمد بن راشد المرزوقی (1370 _ 1385) للهجرة..